# シルクエアー185便事故
シルクエアー185便墜落事故（シルクエアー185びんついらくじこ、インドネシア語 : SilkAir Penerbangan 185）とは、1997年12月19日にインドネシアのムシ川で発生した航空事故。104人の乗員乗客全員が死亡した。同国の航空事故調査機関であるインドネシア国家運輸安全委員会（以下NTSC）は「原因不明」としたが、機体製造元を管轄するNTSB（アメリカ国家運輸安全委員会）は、株取引失敗など私生活に問題があった機長が故意に墜落させた（自殺）としている。ただしフライトレコーダーが停止していたため、未だ不明な点が多い。

## 事故の概要

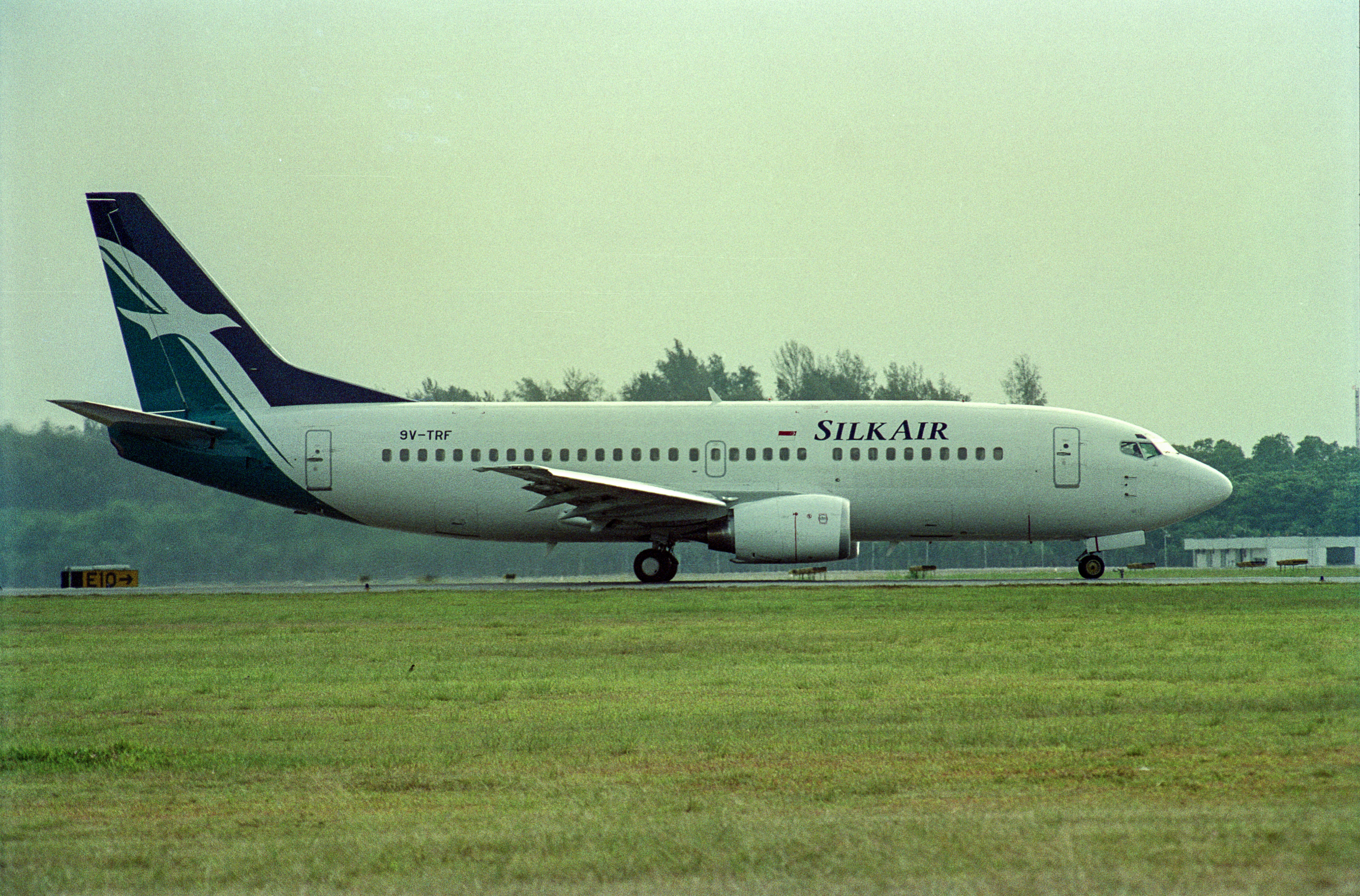
事故機の9V-TRF（1997年5月撮影）

185便にはシンガポール航空の子会社であるシルクエアー所属のボーイング737-300型機（機体記号:9V-TRF）が使用された。同機は1997年2月14日に製造元のボーイング社から引き渡されたばかりの新造機だった。飛行計画によれば185便はインドネシアのジャカルタからシンガポールに向かう近距離国際便で、同便には乗員乗客104人（乗客97・乗員7）が搭乗していた。同便は現地時間の15時37分（協定世界時:8時37分）に離陸し、約1時間20分後に到着予定だった。機長は中国系シンガポール人（空軍出身、当時41歳、曲芸飛行の教官の経験あり）で副操縦士（当時23歳）はニュージーランド人だった。
185便は15時53分に巡航高度35,000フィート (11,000 m)に到達し飛行していたが、フライトレコーダーのうちコックピットボイスレコーダーの記録は16時05分で停止した。16時10分には航空管制の指示によりスマトラ島南部のパレンバン上空を飛行していた。この時パイロットは地上と交信している。この直後の16時11分27秒で全てのフライトレコーダーの記録が停止した。レーダーの記録によれば16時12分18秒前後にほぼ垂直に急降下を開始し、16時13分ごろにパレンバンの北北東約55kmのスンサン村付近のムシ川に音速を超える速度で墜落した。管制塔のレーダーからも突然に機影が消えたため、事態を把握出来なかった管制官はこの時185便のすぐ近くを飛んでいたガルーダ・インドネシア航空238便を呼び出し、185便と連絡を取るように要請したが、185便からの応答は一切なかった。その後、ムシ川付近に住んでいた地元民たちが、川からボーイング737型機の残骸を拾い上げ、また目撃証言も得られたことから、185便の墜落が決定的となった。
この事故で乗員乗客104人全員が犠牲になった。機体はあまりにも高高度から高速で墜落したために、機体と乗員乗客の大半が破片と化した。生存者はおろか、犠牲者の身元確認すら困難であり判明したのは6人のみだった。フライトレコーダーは川底に8mめり込んでいた。

## 事故調査
NTSBは、米国・シンガポール・豪州の専門家グループによる事故調査を行い、事故機の約73%の残骸を回収した。 墜落直前に右主翼と方向舵の一部が事故機から脱落していたことなどが判明したが、前述のようにフライトレコーダーは不可解な急降下が始まる直前に記録を停止しており、直接的な原因を完全に把握できなかった。
事故から3年後の2000年12月14日、NTSCは「当局は事故の技術的な知見は得られているが事故の原因についての証拠は存在しない」として、事実上「原因不明」と結論を下した最終報告書を発表した。
これに対し、米国NTSBは事故機のコックピットボイスレコーダーが意図的に止められた疑いがある点や、手動操縦を継続していたが急降下開始後に回復させる操作を全く試みていない点などを挙げ、機長の意図的な行動の結果ムシ川の水面に激突したとした。
米国NTSBの機長自殺説によれば、副操縦士が所用で操縦席を離れた隙に機長がレコーダーを停止したうえで急降下させたとする。自殺の動機としては、株取引の失敗による約100万ドルの損失や飛行手順無視を理由とする職級降格などが指摘されている。

## 備考
アメリカ連邦航空局（FAA）は1998年1月8日付で、1995年9月20日以降に製造されたボーイング737に対して、水平安定板が正しく取り付けられていることを点検するよう命ずる耐空性改善命令（AD）を発行した。そのため、当初は尾翼のラダーの不具合が事故の引き金になったという疑いもあった。
機長にとって12月19日は、不吉な日だった。1979年、当時シンガポール空軍のパイロットだった機長は他の3人のパイロットと共にA-4スーパースカイホークによる訓練に飛び立つはずだった。しかし、この時に機長は自機の故障で行けず、他の3人は濃霧の視界不良の中、機体が山に激突して死亡した。また、機長はオンラインの株取引で100万ドルの借金があり、フライトのあとに返済する予定だった。

## 映像化
- メーデー!:航空機事故の真実と真相 第10シーズン第4話「PUSHED TO THE LIMIT」